# ناتاليا أروجو
ناتاليا أروجو (ولد في 10 أبريل 1997  هي لاعبة كرة طائرة برازيلية. تلعب في المنتخب الوطني للكرة الطائرة للسيدات في البرازيل .  

## الأندية
- براديسكو (2011-2016)
- SESI-SP (2016-2017)
- هنود باروي (2017-2019)
- SESC Rio (2019–)